# El Loco
El Loco är den sjunde skivan med amerikanska bluesrockbandet ZZ Top som släpptes 1981.

## Låtlista
| Nr  | Titel                    | Längd | Notering             |
| --- | ------------------------ | ----- | -------------------- |
| 1.  | Tube Snake Boogie        | 3:02  | Beard, Gibbons, Hill |
| 2.  | I Wanna Drive You Home   | 4:44  | Beard, Gibbons, Hill |
| 3.  | Ten Foot Pole            | 4:19  | Beard, Gibbons, Hill |
| 4.  | Leila                    | 3:13  | Beard, Gibbons, Hill |
| 5.  | Don't Tease Me           | 4:19  | Beard, Gibbons, Hill |
| 6.  | It's So Hard             | 5:12  | Beard, Gibbons, Hill |
| 7.  | Pearl Necklace           | 4:01  | Beard, Gibbons, Hill |
| 8.  | Groovy Little Hippie Pad | 2:40  | Beard, Gibbons, Hill |
| 9.  | Heaven, Hell or Houston  | 2:31  | Beard, Gibbons, Hill |
| 10. | Party on the Patio       | 2:48  | Beard, Gibbons, Hill |

## Personnel
- Frank Beard - Trummor
- Billy Gibbons - Gitarr, sång
- Dusty Hill - Basgitarr, sång

## Produktion
- Producent: Bill Ham
- Tekniker: Bob Ludwig, Terry Manning
- Design: Bob Alford
- Fotograf: Bob Alford